# Botterens
Botterens (toponimo francese; in tedesco Botteringen, desueto) è un comune svizzero di 568 abitanti del Canton Friburgo, nel distretto della Gruyère.

## Geografia fisica
Botterens si affaccia sul Lago della Gruyère.

## Storia
Il 1º gennaio 2006 ha inglobato il comune soppresso di Villarbeney, al quale era già stato unito amministrativamente dal 1887 al 1982.

## Monumenti e luoghi d'interesse
- Chiesa cattolica di San Claudio, eretta nel 1878[1].

## Società

### Evoluzione demografica
L'evoluzione demografica è riportata nella seguente tabella:
Abitanti censiti

## Amministrazione
Ogni famiglia originaria del luogo fa parte del comune patriziale che ha la responsabilità della manutenzione di ogni bene comune.